# Mistrzostwa Świata w Strzelectwie 2002
Mistrzostwa Świata w Strzelectwie 2002 – odbyły się po raz 48. w historii, w dniach od 2 do 16 lipca w Lahti. Najwięcej medali w całych zawodach zdobyła reprezentacja Rosji.
Reprezentacja Polski wywalczyła cztery medale, w tym dwa złote, plasując się na 15. miejscu w klasyfikacji medalowej.

## Tabela medalowa
| Pozycja | Reprezentacja       | Gold | Silver | Bronze | Razem |
| ------- | ------------------- | ---- | ------ | ------ | ----- |
| 1.      | Rosja               | 21   | 16     | 14     | 51    |
| 2.      | Chiny               | 17   | 18     | 11     | 46    |
| 3.      | Niemcy              | 14   | 12     | 8      | 34    |
| 4.      | Czechy              | 9    | 6      | 6      | 21    |
| 5.      | Stany Zjednoczone   | 6    | 11     | 10     | 27    |
| 6.      | Węgry               | 4    | 3      | 4      | 11    |
| 7.      | Szwajcaria          | 4    | 2      | 2      | 8     |
| 8.      | Norwegia            | 4    | 1      | 4      | 9     |
| 9.      | Dania               | 4    | 1      | 1      | 6     |
| 10.     | Ukraina             | 3    | 5      | 8      | 16    |
| 11.     | Korea Południowa    | 3    | 4      | 3      | 10    |
| 12.     | Kazachstan          | 3    | 3      | 2      | 8     |
| 12.     | Słowacja            | 3    | 3      | 2      | 8     |
| 14.     | Włochy              | 3    | 2      | 2      | 7     |
| 15.     | Polska              | 2    | 1      | 1      | 4     |
| 16.     | Finlandia           | 1    | 3      | 8      | 12    |
| 17.     | Białoruś            | 1    | 2      | 1      | 4     |
| 18.     | Francja             | 1    | 1      | 5      | 7     |
| 19.     | Słowenia            | 1    | 1      | 0      | 2     |
| 20.     | Austria             | 1    | 0      | 2      | 3     |
| 20.     | Wielka Brytania     | 1    | 0      | 2      | 3     |
| 22.     | Chińskie Tajpej     | 1    | 0      | 1      | 2     |
| 22.     | Kuwejt              | 1    | 0      | 1      | 2     |
| 22.     | Irlandia            | 1    | 0      | 0      | 1     |
| 25.     | Szwecja             | 0    | 3      | 3      | 6     |
| 26.     | Australia           | 0    | 3      | 0      | 3     |
| 27.     | Izrael              | 0    | 1      | 1      | 2     |
| 27.     | Serbia i Czarnogóra | 0    | 1      | 1      | 2     |
| 27.     | Turcja              | 0    | 1      | 1      | 2     |
| 30.     | Azerbejdżan         | 0    | 1      | 0      | 1     |
| 30.     | Gruzja              | 0    | 1      | 0      | 1     |
| 30.     | Litwa               | 0    | 1      | 0      | 1     |
| 30.     | Hiszpania           | 0    | 1      | 0      | 1     |
| 34.     | Chorwacja           | 0    | 0      | 1      | 1     |
| 34.     | Cypr                | 0    | 0      | 1      | 1     |
| 34.     | Estonia             | 0    | 0      | 1      | 1     |
| 34.     | Indie               | 0    | 0      | 1      | 1     |

## Konkurencje karabinowe

### Mężczyźni
| Poz                        | Indywidualnie            | Indywidualnie     | Indywidualnie | Drużynowo         | Drużynowo | Juniorzy                 | Juniorzy                  | Juniorzy | Juniorzy drużynowo | Juniorzy drużynowo | Juniorzy drużynowo |
| -------------------------- | ------------------------ | ----------------- | ------------- | ----------------- | --------- | ------------------------ | ------------------------- | -------- | ------------------ | ------------------ | ------------------ |
| 300m – trzy postawy        |                          |                   |               |                   |           |                          |                           |          |                    |                    |                    |
| Gold                       | Rajmond Debevec          | Słowenia          | 1168          | Czechy            | 3511      |                          |                           |          |                    |                    |                    |
| Silver                     | Eric Uptagrafft          | Stany Zjednoczone | 1165          | Stany Zjednoczone | 3499      |                          |                           |          |                    |                    |                    |
| Bronze                     | Tomáš Jeřábek            | Czechy            | 1163          | Norwegia          | 3491      |                          |                           |          |                    |                    |                    |
| 300m – leżąc               |                          |                   |               |                   |           |                          |                           |          |                    |                    |                    |
| Gold                       | Norbert Sturny           | Szwajcaria        | 597           | Norwegia          | 1785      |                          |                           |          |                    |                    |                    |
| Silver                     | Tomáš Jeřábek            | Czechy            | 597           | Stany Zjednoczone | 1783      |                          |                           |          |                    |                    |                    |
| Bronze                     | Michael Larsson          | Szwecja           | 597           | Szwecja           | 1783      |                          |                           |          |                    |                    |                    |
| 300m – standard            |                          |                   |               |                   |           |                          |                           |          |                    |                    |                    |
| Gold                       | Marcel Buerge            | Szwajcaria        | 589           | Szwajcaria        | 1744      |                          |                           |          |                    |                    |                    |
| Silver                     | Milan Mach               | Czechy            | 585           | Czechy            | 1738      |                          |                           |          |                    |                    |                    |
| Bronze                     | Arild Røyseth            | Norwegia          | 583           | Stany Zjednoczone | 1738      |                          |                           |          |                    |                    |                    |
| 50m – trzy postawy         |                          |                   |               |                   |           |                          |                           |          |                    |                    |                    |
| Gold                       | Marcel Buerge            | Szwajcaria        | 1258.0        | Rosja             | 3483      | Dienis Sokołow           | Rosja                     | 1160     | Niemcy             | 3443               |                    |
| Silver                     | Konstantin Prichodczenko | Rosja             | 1255.4        | Stany Zjednoczone | 3482      | Dirk Leiwen              | Niemcy                    | 1159     | Rosja              | 3432               |                    |
| Bronze                     | Péter Sidi               | Węgry             | 1250.7        | Ukraina           | 3470      | Liu Tianyou              | Chiny                     | 1157     | Czechy             | 3417               |                    |
| 50m – leżąc                |                          |                   |               |                   |           |                          |                           |          |                    |                    |                    |
| Gold                       | Matthew Emmons           | Stany Zjednoczone | 699.7         | Norwegia          | 1774      | Joseph Hein Zoltán Török | Stany Zjednoczone · Węgry | 589      | Niemcy             | 1748               |                    |
| Silver                     | Rajmond Debevec          | Słowenia          | 698.8         | Ukraina           | 1769      | Christian Lejon          | Szwecja                   | 588      | Rosja              | 1748               |                    |
| Bronze                     | Espen Berg-Knutsen       | Norwegia          | 698.3         | Rosja             | 1765      | Dragan Marković          | Serbia i Czarnogóra       | 587      | Stany Zjednoczone  | 1745               |                    |
| 10m – karabin pneumatyczny |                          |                   |               |                   |           |                          |                           |          |                    |                    |                    |
| Gold                       | Jason Parker             | Stany Zjednoczone | 699.9         | Rosja             | 1785      | Dirk Leiwen              | Niemcy                    | 593      | Chiny              | 1771               |                    |
| Silver                     | Li Jie                   | Chiny             | 699.9         | Chiny             | 1784      | Fei Fan                  | Chiny                     | 592      | Niemcy             | 1765               |                    |
| Bronze                     | Jewgienij Alejnikow      | Rosja             | 699.1         | Stany Zjednoczone | 1781      | Ryan Tanoue              | Stany Zjednoczone         | 592      | Stany Zjednoczone  | 1759               |                    |

### Kobiety
| Poz                        | Indywidualnie       | Indywidualnie | Indywidualnie | Drużynowo        | Drużynowo | Juniorzy         | Juniorzy          | Juniorzy | Juniorzy drużynowo | Juniorzy drużynowo | Juniorzy drużynowo |
| -------------------------- | ------------------- | ------------- | ------------- | ---------------- | --------- | ---------------- | ----------------- | -------- | ------------------ | ------------------ | ------------------ |
| 300m – trzy postawy        |                     |               |               |                  |           |                  |                   |          |                    |                    |                    |
| Gold                       | Charlotte Jakobsen  | Dania         | 588           | Dania            | 1726      |                  |                   |          |                    |                    |                    |
| Silver                     | Helena Juppala      | Finlandia     | 584           | Szwecja          | 1726      |                  |                   |          |                    |                    |                    |
| Bronze                     | Karin Hansen        | Dania         | 579           | Francja          | 1716      |                  |                   |          |                    |                    |                    |
| 300m – leżąc               |                     |               |               |                  |           |                  |                   |          |                    |                    |                    |
| Gold                       | Charlotte Jakobsen  | Dania         | 594           | Norwegia         | 1758      |                  |                   |          |                    |                    |                    |
| Silver                     | Estelle Preti       | Szwajcaria    | 593           | Francja          | 1756      |                  |                   |          |                    |                    |                    |
| Bronze                     | Lindy Hansen        | Norwegia      | 590           | Szwecja          | 1756      |                  |                   |          |                    |                    |                    |
| 50m – trzy postawy         |                     |               |               |                  |           |                  |                   |          |                    |                    |                    |
| Gold                       | Petra Horneber      | Niemcy        | 675.5         | Ukraina          | 1737      | Dorothee Bauer   | Niemcy            | 587      | Niemcy             | 1734               |                    |
| Silver                     | Natalija Kalnysz    | Ukraina       | 674.1         | Niemcy           | 1732      | Jamie Beyerle    | Stany Zjednoczone | 578      | Słowenia           | 1709               |                    |
| Bronze                     | Martina Prekel      | Niemcy        | 673.0         | Rosja            | 1720      | Wang Chengyi     | Chiny             | 576      | Rosja              | 1705               |                    |
| 50m – leżąc                |                     |               |               |                  |           |                  |                   |          |                    |                    |                    |
| Gold                       | Olga Dowgun         | Kazachstan    | 597           | Finlandia        | 1756      | Daniela Pešková  | Słowacja          | 588      | Słowacja           | 1747               |                    |
| Silver                     | Wang Xian           | Chiny         | 593           | Dania            | 1753      | Dorothee Bauer   | Niemcy            | 588      | Rosja              | 1742               |                    |
| Bronze                     | Natalija Kalnysz    | Ukraina       | 591           | Niemcy           | 1753      | Raj Kumari       | Indie             | 586      | Stany Zjednoczone  | 1742               |                    |
| 10m – karabin pneumatyczny |                     |               |               |                  |           |                  |                   |          |                    |                    |                    |
| Gold                       | Kateřina Kůrková    | Czechy        | 502.1         | Chiny            | 1190      | Dorothee Bauer   | Niemcy            | 397      | Rosja              | 1177               |                    |
| Silver                     | Du Li               | Chiny         | 500.9         | Korea Południowa | 1188      | Sun Xin          | Chiny             | 397      | Niemcy             | 1177               |                    |
| Bronze                     | Sonja Pfeilschifter | Niemcy        | 500.3         | Ukraina          | 1185      | Christina Deiser | Austria           | 397      | Izrael             | 1176               |                    |

## Konkurencje pistoletowe

### Mężczyźni
| Poz                                | Indywidualnie                      | Indywidualnie                      | Indywidualnie                      | Drużynowo                          | Drużynowo                          | Juniorzy                | Juniorzy                | Juniorzy                | Juniorzy drużynowo      | Juniorzy drużynowo      | Juniorzy drużynowo |
| ---------------------------------- | ---------------------------------- | ---------------------------------- | ---------------------------------- | ---------------------------------- | ---------------------------------- | ----------------------- | ----------------------- | ----------------------- | ----------------------- | ----------------------- | ------------------ |
| 50m – pistolet dowolny             |                                    |                                    |                                    |                                    |                                    |                         |                         |                         |                         |                         |                    |
| Gold                               | Tan Zongliang                      | Chiny                              | 662.7                              | Chiny                              | 1699                               | Vladimir Issachenko     | Kazachstan              | 563                     | Ukraina                 | 1627                    |                    |
| Silver                             | Martin Tenk                        | Czechy                             | 660.3                              | Rosja                              | 1685                               | Christoph Schmid        | Szwajcaria              | 555                     | Korea Południowa        | 1617                    |                    |
| Bronze                             | Władimir Gonczarow                 | Rosja                              | 657.7                              | Ukraina                            | 1671                               | Serdar Demirel          | Turcja                  | 553                     | Szwajcaria              | 1615                    |                    |
| 25m – pistolet szybkostrzelny      |                                    |                                    |                                    |                                    |                                    |                         |                         |                         |                         |                         |                    |
| Gold                               | Marco Spangenberg                  | Niemcy                             | 690.9                              | Niemcy                             | 1761                               | Martin Behrendt         | Niemcy                  | 582                     | Niemcy                  | 1720                    |                    |
| Silver                             | Ralf Schumann                      | Niemcy                             | 690.9                              | Chiny                              | 1755                               | Thomas Müller           | Niemcy                  | 582                     | Rosja                   | 1698                    |                    |
| Bronze                             | Niki Marty                         | Szwajcaria                         | 688.3                              | Ukraina                            | 1743                               | Martin Podhráský        | Czechy                  | 576                     | Francja                 | 1684                    |                    |
| 25m – pistolet centralnego zapłonu | 25m – pistolet centralnego zapłonu | 25m – pistolet centralnego zapłonu | 25m – pistolet centralnego zapłonu | 25m – pistolet centralnego zapłonu | 25m – pistolet centralnego zapłonu | 25m – pistolet sportowy | 25m – pistolet sportowy | 25m – pistolet sportowy | 25m – pistolet sportowy | 25m – pistolet sportowy |                    |
| Gold                               | Park Byung-taek                    | Korea Południowa                   | 590                                | Korea Południowa                   | 1760                               | Denis Kułakow           | Rosja                   | 579                     | Kazachstan              | 1723                    |                    |
| Silver                             | Michaił Niestrujew                 | Rosja                              | 589                                | Norwegia                           | 1747                               | Vladimir Issachenko     | Kazachstan              | 579                     | Rosja                   | 1718                    |                    |
| Bronze                             | Lee Sang-hak                       | Korea Południowa                   | 586                                | Ukraina                            | 1743                               | Sergey Vokhmianin       | Kazachstan              | 577                     | Estonia                 | 1690                    |                    |
| 25m – pistolet standardowy         |                                    |                                    |                                    |                                    |                                    |                         |                         |                         |                         |                         |                    |
| Gold                               | Rene Vogn                          | Dania                              | 580                                | Austria                            | 1708                               | Denis Kułakow           | Rosja                   | 574                     | Rosja                   | 1654                    |                    |
| Silver                             | Alexander Danilov                  | Izrael                             | 580                                | Korea Południowa                   | 1706                               | Vladimir Issachenko     | Kazachstan              | 561                     | Kazachstan              | 1646                    |                    |
| Bronze                             | Giovanni Bossi                     | Austria                            | 579                                | Chiny                              | 1705                               | Julien Dufour           | Francja                 | 557                     | Francja                 | 1638                    |                    |
| 10m – pistolet pneumatyczny        |                                    |                                    |                                    |                                    |                                    |                         |                         |                         |                         |                         |                    |
| Gold                               | Michaił Niestrujew                 | Rosja                              | 685.3                              | Rosja                              | 1745                               | Denis Kułakow           | Rosja                   | 580                     | Korea Południowa        | 1721                    |                    |
| Silver                             | Andrija Zlatić                     | Serbia i Czarnogóra                | 683.9                              | Chiny                              | 1737                               | Park Ji-su              | Korea Południowa        | 580                     | Rosja                   | 1707                    |                    |
| Bronze                             | Franck Dumoulin                    | Francja                            | 683.4                              | Ukraina                            | 1735                               | Sebastian Rosner        | Niemcy                  | 575                     | Niemcy                  | 1706                    |                    |

### Kobiety
| Poz                         | Indywidualnie             | Indywidualnie | Indywidualnie | Drużynowo         | Drużynowo | Juniorzy            | Juniorzy         | Juniorzy | Juniorzy drużynowo | Juniorzy drużynowo | Juniorzy drużynowo |
| --------------------------- | ------------------------- | ------------- | ------------- | ----------------- | --------- | ------------------- | ---------------- | -------- | ------------------ | ------------------ | ------------------ |
| 25m – pistolet sportowy     |                           |               |               |                   |           |                     |                  |          |                    |                    |                    |
| Gold                        | Dordżsürengijn Mönchbajar | Niemcy        | 689.9         | Chiny             | 1746      | Fei Fengji          | Chiny            | 581      | Chiny              | 1713               |                    |
| Silver                      | Irada Ashumova            | Azerbejdżan   | 687.3         | Rosja             | 1732      | Wang Riu            | Chiny            | 577      | Węgry              | 1680               |                    |
| Bronze                      | Chen Ying                 | Chiny         | 687.2         | Stany Zjednoczone | 1729      | Baek Seong-min      | Korea Południowa | 574      | Niemcy             | 1679               |                    |
| 10m – pistolet pneumatyczny |                           |               |               |                   |           |                     |                  |          |                    |                    |                    |
| Gold                        | Ołena Kostewycz           | Ukraina       | 485.2         | Rosja             | 1145      | Katarzyna Szymańska | Polska           | 384      | Chiny              | 1146               |                    |
| Silver                      | Nino Salukvadze           | Gruzja        | 484.9         | Białoruś          | 1141      | Fei Fengji          | Chiny            | 383      | Polska             | 1136               |                    |
| Bronze                      | Olga Kuzniecowa           | Rosja         | 484.8         | Chiny             | 1140      | Wang Riu            | Chiny            | 382      | Rosja              | 1127               |                    |

## Strzelanie do rzutków

### Mężczyźni
| Poz           | Indywidualnie     | Indywidualnie     | Indywidualnie | Drużynowo         | Drużynowo | Juniorzy            | Juniorzy          | Juniorzy | Juniorzy drużynowo | Juniorzy drużynowo | Juniorzy drużynowo |
| ------------- | ----------------- | ----------------- | ------------- | ----------------- | --------- | ------------------- | ----------------- | -------- | ------------------ | ------------------ | ------------------ |
| Trap          |                   |                   |               |                   |           |                     |                   |          |                    |                    |                    |
| Gold          | Khaled Almudhaf   | Kuwejt            | 146           | Irlandia          | 357       | Edward Ling         | Wielka Brytania   | 119      | Włochy             | 344                |                    |
| Silver        | Michael Diamond   | Australia         | 144           | Australia         | 352       | Oguzhan Tuzun       | Turcja            | 119      | Stany Zjednoczone  | 326                |                    |
| Bronze        | Giovanni Pellielo | Włochy            | 144           | Finlandia         | 351       | Giovanni Cernogoraz | Chorwacja         | 119      | Finlandia          | 324                |                    |
| Podwójny trap |                   |                   |               |                   |           |                     |                   |          |                    |                    |                    |
| Gold          | Daniele Di Spigno | Włochy            | 188           | Włochy            | 415       | Adam Curtis         | Stany Zjednoczone | 134      | Stany Zjednoczone  | 378                |                    |
| Silver        | Walton Eller      | Stany Zjednoczone | 187           | Chiny             | 408       | Stefano Ales        | Włochy            | 132      | Włochy             | 373                |                    |
| Bronze        | Joonas Olkkonen   | Finlandia         | 187           | Kuwejt            | 408       | Hubert Olejnik      | Polska            | 131      | Wielka Brytania    | 349                |                    |
| Skeet         |                   |                   |               |                   |           |                     |                   |          |                    |                    |                    |
| Gold          | Harald Jensen     | Norwegia          | 147           | Czechy            | 355       | Aleš Hutař          | Czechy            | 118      | Niemcy             | 347                |                    |
| Silver        | Walerij Szomin    | Rosja             | 147           | Stany Zjednoczone | 355       | Ralf Buchheim       | Niemcy            | 118      | Finlandia          | 345                |                    |
| Bronze        | Ennio Falco       | Włochy            | 146           | Rosja             | 354       | Vesa Lautamatti     | Finlandia         | 117      | Cypr               | 339                |                    |

### Kobiety
| Poz           | Indywidualnie        | Indywidualnie    | Indywidualnie | Drużynowo         | Drużynowo | Juniorzy           | Juniorzy          | Juniorzy | Juniorzy drużynowo | Juniorzy drużynowo | Juniorzy drużynowo |
| ------------- | -------------------- | ---------------- | ------------- | ----------------- | --------- | ------------------ | ----------------- | -------- | ------------------ | ------------------ | ------------------ |
| Trap          |                      |                  |               |                   |           |                    |                   |          |                    |                    |                    |
| Gold          | Jelena Tkacz         | Rosja            | 93            | Rosja             | 199       | Sun Dongni         | Chiny             | 67       |                    |                    |                    |
| Silver        | Daina Gudzinevičiūtė | Litwa            | 92            | Hiszpania         | 198       | Tatiana Barsuk     | Rosja             | 64       |                    |                    |                    |
| Bronze        | Wang Yujin           | Chiny            | 91            | Chiny             | 198       | Zuzana Štefečeková | Słowacja          | 63       |                    |                    |                    |
| Podwójny trap |                      |                  |               |                   |           |                    |                   |          |                    |                    |                    |
| Gold          | Lin Yi-chun          | Chińskie Tajpej  | 143           | Chiny             | 313       | Dai Qiwen          | Chiny             | 104      |                    |                    |                    |
| Silver        | Wang Jinglin         | Chiny            | 142           | Stany Zjednoczone | 301       | Huang Bei          | Chiny             | 103      |                    |                    |                    |
| Bronze        | Son Hye-kyoung       | Korea Południowa | 142           | Chińskie Tajpej   | 298       | Kirby Anderson     | Stany Zjednoczone | 94       |                    |                    |                    |
| Skeet         |                      |                  |               |                   |           |                    |                   |          |                    |                    |                    |
| Gold          | Diána Igaly          | Węgry            | 98            | Chiny             | 202       | Lenka Barteková    | Słowacja          | 72       | Stany Zjednoczone  | 189                |                    |
| Silver        | Andrea Stanovská     | Słowacja         | 95            | Rosja             | 199       | Natalia Rahman     | Australia         | 66       | Słowenia           | 187                |                    |
| Bronze        | Elena Little         | Wielka Brytania  | 92            | Węgry             | 198       | Julija Niefiedowa  | Rosja             | 66       | Rosja              | 177                |                    |

## Ruchoma tarcza

### Mężczyźni
| Poz     | Indywidualnie    | Indywidualnie     | Indywidualnie | Drużynowo | Drużynowo | Juniorzy        | Juniorzy  | Juniorzy | Juniorzy drużynowo | Juniorzy drużynowo | Juniorzy drużynowo |
| ------- | ---------------- | ----------------- | ------------- | --------- | --------- | --------------- | --------- | -------- | ------------------ | ------------------ | ------------------ |
| 50m     |                  |                   |               |           |           |                 |           |          |                    |                    |                    |
| Gold    | Maksim Stiepanow | Rosja             | 592           | Rosja     | 1769      | Tomáš Caknakis  | Czechy    | 591      | Czechy             | 1726               |                    |
| Silver  | Luboš Račanský   | Czechy            | 592           | Czechy    | 1768      | Zsolt Laczik    | Węgry     | 581      | Rosja              | 1706               |                    |
| Bronze  | József Sike      | Węgry             | 591           | Finlandia | 1754      | Juhani Aho      | Finlandia | 578      | Niemcy             | 1696               |                    |
| 50m Mix |                  |                   |               |           |           |                 |           |          |                    |                    |                    |
| Gold    | József Sike      | Węgry             | 395           | Czechy    | 1169      | Łukasz Czapla   | Polska    | 395      | Czechy             | 1154               |                    |
| Silver  | Emil Andersson   | Szwecja           | 394           | Finlandia | 1168      | Zsolt Laczik    | Węgry     | 393      | Stany Zjednoczone  | 1124               |                    |
| Bronze  | Ľubomír Pelach   | Słowacja          | 392           | Rosja     | 1162      | Tomáš Caknakis  | Czechy    | 388      | Finlandia          | 1120               |                    |
| 10m     |                  |                   |               |           |           |                 |           |          |                    |                    |                    |
| Gold    | Dmitrij Łykin    | Rosja             | 684.9         | Niemcy    | 1733      | Gan Lin         | Chiny     | 577      | Rosja              | 1691               |                    |
| Silver  | Yang Ling        | Chiny             | 684.9         | Rosja     | 1731      | Dmitrij Romanow | Rosja     | 575      | Stany Zjednoczone  | 1682               |                    |
| Bronze  | Adam Saathoff    | Stany Zjednoczone | 681.1         | Chiny     | 1727      | Zsolt Laczik    | Węgry     | 572      | Czechy             | 1672               |                    |
| 10m Mix |                  |                   |               |           |           |                 |           |          |                    |                    |                    |
| Gold    | József Sike      | Węgry             | 390           | Rosja     | 1149      | Dmitry Romanov  | Rosja     | 384      | Czechy             | 1123               |                    |
| Silver  | Michael Jakosits | Niemcy            | 387           | Chiny     | 1145      | Gan Lin         | Chiny     | 380      | Niemcy             | 1109               |                    |
| Bronze  | Adam Saathoff    | Stany Zjednoczone | 387           | Finlandia | 1137      | Bedřich Jonáš   | Czechy    | 378      | Rosja              | 1106               |                    |

### Kobiety
| Poz     | Indywidualnie     | Indywidualnie | Indywidualnie | Drużynowo | Drużynowo | Juniorzy            | Juniorzy | Juniorzy | Juniorzy drużynowo | Juniorzy drużynowo | Juniorzy drużynowo |
| ------- | ----------------- | ------------- | ------------- | --------- | --------- | ------------------- | -------- | -------- | ------------------ | ------------------ | ------------------ |
| 10m     |                   |               |               |           |           |                     |          |          |                    |                    |                    |
| Gold    | Xu Xuan           | Chiny         | 391           | Chiny     | 1150      | Wolha Markawa       | Białoruś | 379      | Rosja              | 1087               |                    |
| Silver  | Wang Xia          | Chiny         | 381           | Ukraina   | 1099      | Wiktorija Zabołotna | Ukraina  | 377      | Białoruś           | 1075               |                    |
| Bronze  | Natalya Kovalenko | Kazachstan    | 380           | Rosja     | 1084      | Ma Lin              | Chiny    | 376      | Niemcy             | 1039               |                    |
| 10m Mix |                   |               |               |           |           |                     |          |          |                    |                    |                    |
| Gold    | Audrey Soquet     | Francja       | 390           | Chiny     | 1149      | Ma Lin              | Chiny    | 377      | Rosja              | 1098               |                    |
| Silver  | Qiu Zhiqi         | Chiny         | 385           | Niemcy    | 1101      | Darja Łahosza       | Ukraina  | 375      | Niemcy             | 1076               |                    |
| Bronze  | Wang Xia          | Chiny         | 383           | Ukraina   | 1084      | Julia Ejdenzon      | Rosja    | 374      | Białoruś           | 1067               |                    |